# Anthus nilghiriensis
Anthus nilghiriensis е вид птица от семейство Стърчиопашкови (Motacillidae). Видът е световно застрашен, със статут Уязвим.

## Разпространение
Видът е разпространен в Индия.